# ازرا فورمن
ازرا فورمن (به انگلیسی: Ezra Furman) (زاده ۲ دسامبر ۱۹۹۴) خواننده و ترانه‌سرا آمریکایی است.
او یک زن ترنس است.